# Zahrada apatykáře Augustina
Zahrada apatykáře Augustina je zaniklá botanická zahrada v Praze na Novém Městě v ulici Na Slupi. Byla jednou ze dvou pražských botanických zahrad, nejstarších na území Čech; druhá zahrada, Angelova, se rozkládala severně od ulice Jindřišská v místech Hlavní pošty.

## Historie
Vinici a botanickou zahradu s domem na Slupi převzal kolem roku 1382 lékárník Augustin od lékárníka Onofuruse (Onofriuse). Pěstoval v ní rostliny pro výrobu léků, které pak prodával ve své lékárně na Malém náměstí v Praze 1 v domě zvaném „U Mouřenínů“ (čp. 459). V 17. století tyto pozemky s vinicí a letohrádkem držel světící biskup Jan Ignác Dlouhoveský z Dlouhé Vsi. Později byly postoupeny řádu panen Alžbětinek k výstavbě kláštera a kostela.